# Grabów nad Prosną (gemeente)
De gemeente Grabów nad Prosną is een stad- en landgemeente in het Poolse woiwodschap Groot-Polen, in powiat Ostrzeszowski.
De zetel van de gemeente is in Grabów nad Prosną.
Op 30 juni 2004 telde de gemeente 7863 inwoners.

## Oppervlakte gegevens
In 2002 bedroeg de totale oppervlakte van gemeente Grabów nad Prosną 123,55 km², waarvan:
- agrarisch gebied: 71%
- bossen: 21%

De gemeente beslaat 16% van de totale oppervlakte van de powiat.

## Demografie
Stand op 30 juni 2004:
| Omschrijving                   | Totaal | Totaal | Vrouwen | Vrouwen | Mannen | Mannen |
| ------------------------------ | ------ | ------ | ------- | ------- | ------ | ------ |
| eenheid                        | aantal | %      | aantal  | %       | aantal | %      |
| inwoners                       | 7863   | 100    | 3995    | 50,8    | 3868   | 49,2   |
| bevolkingsdichtheid (inw./km²) | 63,6   | 63,6   | 32,3    | 32,3    | 31,3   | 31,3   |

In 2002 bedroeg het gemiddelde inkomen per inwoner 1288,46 zł.

## Administratieve plaatsen (sołectwo)
Bobrowniki, Bukownica, Chlewo, Dębicze, Giżyce, Grabów-Pustkowie, Grabów-Wójtostwo, Kopeć, Książenice, Kuźnica Bobrowska, Marszałki, Palaty, Siekierzyn, Skrzynki, Smolniki, Zawady.

## Aangrenzende gemeenten
Czajków, Doruchów, Galewice, Kraszewice, Mikstat, Ostrzeszów, Sieroszewice